# Greder
Greder, tudi izravljalnik  (angleško Grader) je težki gradbeni stroj, opremljen z rezilom, ki se uporablja za izravnavanje površin, npr. za gradnjo cest. Nekateri grederji imajo samo rezilo, drugi imajo tudi keson in lahko tako pobirajo odvečni material in ga transportirajo. 
Prve grederje so vlekle vprežne živali, pozneje jih je poganjal parni stroj, danes pa se uporabljajo dizelski motorji z močjo 125-500 KM. Širina rezila je od 2,5-7 metrov. 
Sodobni grederji so opremljeni z GPS navigacijo za večjo preciznost. 

## Proizvajalci grederjev
- Case CE
- Caterpillar Inc.
- John Deere
- Galion Iron Works
- Komatsu
- LiuGong Construction Machinery, LLC.
- Mitsubishi Heavy Industries
- New Holland Construction
- Sany
- Sinomach
- Terex
- Volvo Construction Equipment
- Veekmas OY